# Madonna con il bambino e i santi Lorenzo e Girolamo
Madonna con il bambino e i santi Lorenzo e Girolamo è un dipinto del pittore veronese Giovan Francesco Caroto, realizzato con la tecnica della pittura a olio su tela, conservato nel museo di Castelvecchio a Verona.